# 𐞨
Cette page contient des caractères spéciaux ou non latins. S’ils s’affichent mal (▯, ?, etc.), consultez la page d’aide Unicode.
𐞨, appelée r hameçon en exposant, r hameçon supérieur ou lettre modificative r hameçon, est un symbole phonétique de certaines variantes de l’alphabet phonétique international. Il est formé de la lettre r hameçon ‹ ɽ › mise en exposant.

## Utilisation
Dans certaines transcriptions de l’alphabet phonétique international (API), ‹ 𐞨 › peut être utilisé pour indiquer l’articulation battue rétroflexe.
Robert Penhallurick utilise les symboles en exposant pour transcrire les articulations faibles, dont le r hameçon en exposant ‹ 𐞨 › pour une consonne battue rétroflexe voisée faible.
Clive Upton, David Parry et John Widdowson utilisent r hameçon en exposant ‹ 𐞨 › pour transcrire les voyelles rhotiques rétroflexes dans la transcription de dialectes anglais, par exemple dans barn-door [ba𐞨ːɳduə𐞨ː] ou barn-doors [ba𐞨ːɳɖoə𐞨ːʐ].

## Représentations informatiques
La lettre modificative r hameçon peut être représenté avec les caractères Unicode suivants (Latin étendu – F) :
| formes       | représentations | chaînes de caractères | points de code | descriptions                            | note                            |
| ------------ | --------------- | --------------------- | -------------- | --------------------------------------- | ------------------------------- |
| modificative | 𐞨               | 𐞨                     | U+107A8        | lettre modificative minuscule r hameçon | codé pour le symbole phonétique |